# Donatianus van Reims

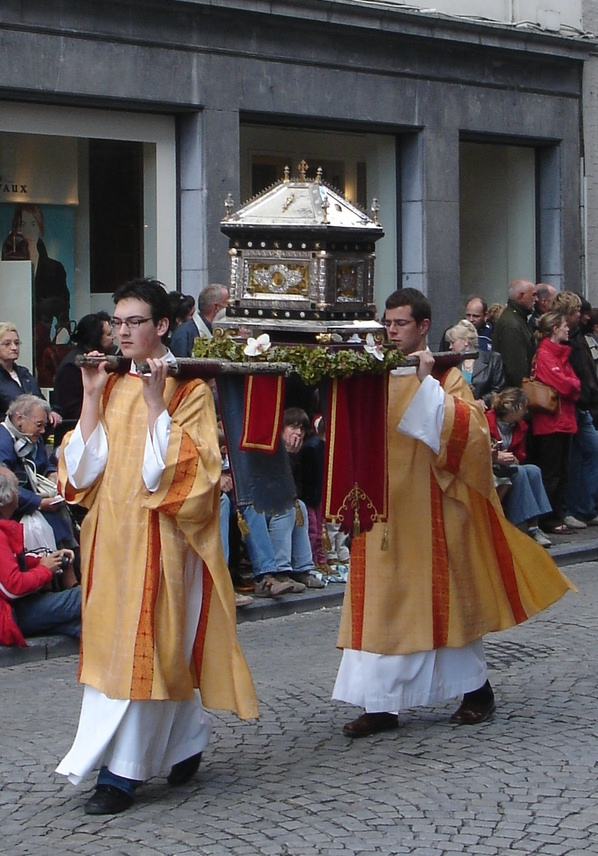
Reliekschrijn van Sint Donaas

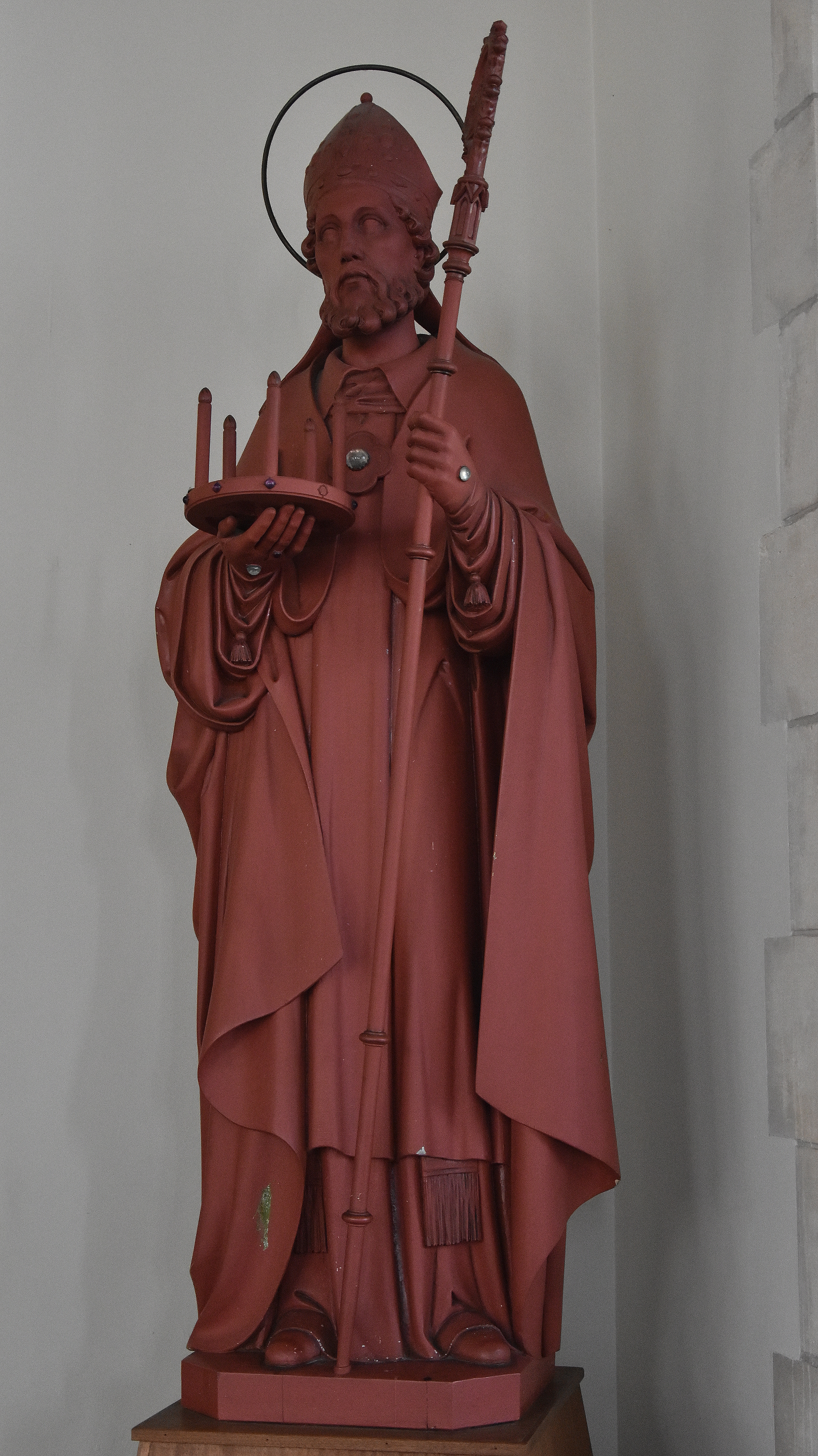
Donatianus van Reims in de Sint-Donatuskerk te Zeebrugge

De heilige Donatianus, Donatius of Donatus (Nederlands: Donatiaan, Donaas of Donaat) (Rome, 4e eeuw - 390), was de zevende bisschop van Reims en bezette die positie gedurende 30 jaar (360 - 390). Hij is de patroon van de kathedraal en het bisdom Brugge en de stad Reims (Frankrijk). Zijn naamdag is op 14 oktober, waarop de Vlamingen hem vereren als beschermer van de landen omtrent de zee.
Wanneer de feestdag van de Heilige Donatianus samenvalt met een zondag, heeft dit enkel en alleen voorrang op de zondagsliturgie in de kathedraal van Brugge. Elders in het bisdom valt het feest dat jaar weg vanwege het samenvallen met een zondag.
Donaas mag niet verward worden met de heilige Donatus van Münstereifel.

## Legende
Volgens de legende zou paus Dionysius een rad met vijf kaarsen naar Donaas gegooid hebben om hem uit de Tiber te redden. Dit deed men aanvankelijk gewoon omdat men ervan overtuigd was dat dit rad bij de drenkeling zou blijven, waardoor men als die persoon aanstrandde hem een katholieke begrafenis zou kunnen geven. Nu heeft dit bij de heilige Donaas als redding gediend. Nog opmerkelijker was het feit dat de vijf kaarsen die op het rad stonden bleven branden.
Daardoor wordt Sint-Donaas in de kunst vaak voorgesteld met een wiel waarop vijf kaarsen branden. Een van de belangrijkste afbeeldingen van de heilige Donaas, is terug te vinden op het schilderij "Madonna met kanunnik Joris van der Paele", door Jan van Eyck, waar hij als patroonheilige van de Sint-Donaaskathedraal in Brugge optreedt.

## Relieken
De beenderen van Donaas, die een natuurlijke dood gestorven is, werden oorspronkelijk begraven in Corbie (nabij Amiens), Frankrijk. Vervolgens werden ze naar Torhout overgebracht.
In de 9e eeuw schonk Karel de Kale het gebeente aan graaf Boudewijn I van Vlaanderen, die ze in 863 overbracht naar de collegiale kerk op de Burg in Brugge, waarna die kerk de Sint-Donaaskerk werd. Sindsdien is Donaas ook de patroonheilige van de stad Brugge. In Zeebrugge is de Sint-Donatuskerk aan hem toegewijd.
Bij de oprichting van het nieuwe bisdom Brugge in 1559 werd de heilige Donaas de patroonheilige van het nieuwe bisdom. Na de Franse Revolutie (1806) en de verkoop en vernietiging van de Sint-Donaaskathedraal (1799), werd de relikwie van Sint-Donaas geplaatst in een nieuw reliekschrijn in de nieuwe Brugse kathedraal, Sint-Salvator.